# Гојко Крушка
Гојко Крушка (Цетиње, 22. август 1922 — Цетиње, 13. јануар 1944) био је учесник Народноослободилачке борбе и народни херој Југославије.

## Биографија
Гојко Марков Крушка рођен је на Цетињу дана 22. августа 1922. године. Школовао се на Цетињу гдје је завршио основну школу и седми разред гимназије.
У СКОЈ је примљен 1939. године, а у партизане одлази 1941. и ради као обавјештајац. По природи задатка ступио је у четничку омладину, а откривен је 24. децембра 1943. године. Окупаторски војни суд осудио га је на смрт 13. јануара 1944. године, те је и јавно објешен. Пред само вјешање је још једном испољио храброст клицајући Црној Гори и НОБ-у.
За народног хероја Југославије проглашен је 20. децембра 1951. године.